# Luís Neto
Luís Carlos Novo Neto (Póvoa de Varzim, 1988. május 26. –) portugál válogatott labdarúgó, jelenleg a Zenyit hátvédje, de kölcsönben a Fenerbahçe csapatánál szerepel.

## Statisztika
| Klub             | Szezon           | Bajnokság | Bajnokság | Kupa  | Kupa | Ligakupa | Ligakupa | Európa | Európa | Összesen | Összesen |
| Klub             | Szezon           | Mérk.     | Gól       | Mérk. | Gól  | Mérk.    | Gól      | Mérk.  | Gól    | Mérk.    | Gól      |
| ---------------- | ---------------- | --------- | --------- | ----- | ---- | -------- | -------- | ------ | ------ | -------- | -------- |
| Varzim           | 2006–07          | 0         | 0         | 1     | 0    | –        | –        | 0      | 0      | 1        | 0        |
| Varzim           | 2007–08          | 5         | 0         | 0     | 0    | 0        | 0        | 0      | 0      | 5        | 0        |
| Varzim           | 2008–09          | 8         | 0         | 0     | 0    | 0        | 0        | 0      | 0      | 8        | 0        |
| Varzim           | 2009–10          | 12        | 0         | 0     | 0    | 2        | 0        | 0      | 0      | 14       | 0        |
| Varzim           | 2010–11          | 28        | 2         | 0     | 0    | 3        | 0        | 0      | 0      | 30       | 2        |
| Varzim           | Összesen         | 53        | 2         | 1     | 0    | 5        | 0        | 0      | 0      | 58       | 2        |
| Nacional         | 2011–12          | 25        | 0         | 6     | 1    | 2        | 0        | 0      | 0      | 32       | 1        |
| Nacional         | Összesen         | 25        | 0         | 6     | 1    | 2        | 0        | 0      | 0      | 32       | 1        |
| Siena            | 2012–13          | 13        | 0         | 0     | 0    | 0        | 0        | 0      | 0      | 13       | 0        |
| Siena            | Összesen         | 13        | 0         | 0     | 0    | 0        | 0        | 0      | 0      | 13       | 0        |
| Karrier összesen | Karrier összesen | 91        | 2         | 7     | 1    | 7        | 0        | 0      | 0      | 104      | 3        |

## Fordítás
Ez a szócikk részben vagy egészben  a   Luís Neto című angol Wikipédia-szócikk fordításán alapul.  Az eredeti cikk szerkesztőit annak laptörténete sorolja fel. Ez a jelzés csupán a megfogalmazás eredetét és a szerzői jogokat jelzi, nem szolgál a cikkben szereplő információk forrásmegjelöléseként.